# Абу-Дис
Абу-Дис (араб. أبو ديس‎) — палестинский город вблизи Иерусалима. Начиная с 1995 года по Временному соглашению по Западному берегу и сектору Газа «Абу-Дис» был частью «Зоны B» в рамках объединённого израильско-палестинского управления. Согласно данным переписи населения Центрального бюро статистики Палестины (ПХБ), в Абу-Дисе в 2007 году проживало 10,782 человек.

## История
Абу-Дис — древний город, окружённый глубокими долинами. Были найдены останки древних зданий, цистерны, виноградных прессов и пещеры, один колумбарий. Также на месте раскопок были обнаружены изделия из керамики позднего римского и византийского периода.
Французский исследователь Виктор Герена Абу-Дейс принял за древнюю деревню Бахрус, но сегодня этот факт не подтверждается.

### Османская эра
Абу-Дис был одним из самых густонаселённых деревень в санджаке Иерусалим в XVI веке, с населением в несколько сот человек. Пшеница и ячмень образовывали основу товарных культур. Потомки Саладина жили в селе. Взрослые мужчины деревни платили всего 6,250 акче ежегодного налога, что было значительно меньше, чем в других сёлах того же размера в «санджака», таких как Бейт-Джала, Эйн-Карем и другие. Это может означать, что Абу-Дис был менее богат, кроме того, это может быть свидетельством того, что в нём было меньше немусульман.
Когда Герен посетил деревню в 1870 году, он отметил наличие домов больше и выше, чем даже дом местного шейха. Официальные документы примерно того же года показали, что Абу-Дис имел 52 дома, а население — 326 ( учитывались только мужчины).
В старой мечети, известной как «Макам Салах ад-Дин» есть могилы с мраморными плитами, со стихами, написанными «элегантным насхом», датированные 1878 годом.
В 1883 году в обзоре «Западной Палестины» Абу-Дис описан как «деревня умеренного размера на видном месте, с глубокими впадинами вокруг нее. Водоснабжение из цистерны. На западе расположены пещерные гробницы».
В 1896 году население Абу-Диса составляло около 600 человек.

### Британская эра
В переписи, проведённой в 1922 году во время британского мандата, Абу-Дис имел население 1,029, все мусульмане, с увеличением по переписи 1931 до 1,297 человек (все мусульмане) в 272 домах.
В 1945 году Абу-Дис имел население 1,940 мусульман имея 27,896 дунамов земли. При этом 4,981 дунамов были использованы под земли сельскохозяйственного назначения, а 158 дунамов были застроены.
Между 1922 и 1947 года население Абу-Дису увеличилось на 110 %. город понёс значительный ущерб во время землетрясения в 1927 году. Все дома были повреждены.

### 1948—1967
Согласно резолюции Генеральной Ассамблеи ООН 194 в 1948 году Абу-Дис должен был стать самой восточной частью corpus separatum Иерусалима. Однако после арабо-израильской войны 1948 года, и после соглашений о перемирии 1949 года, Абу-Дис попал под иорданское управление.

### После 1967 года

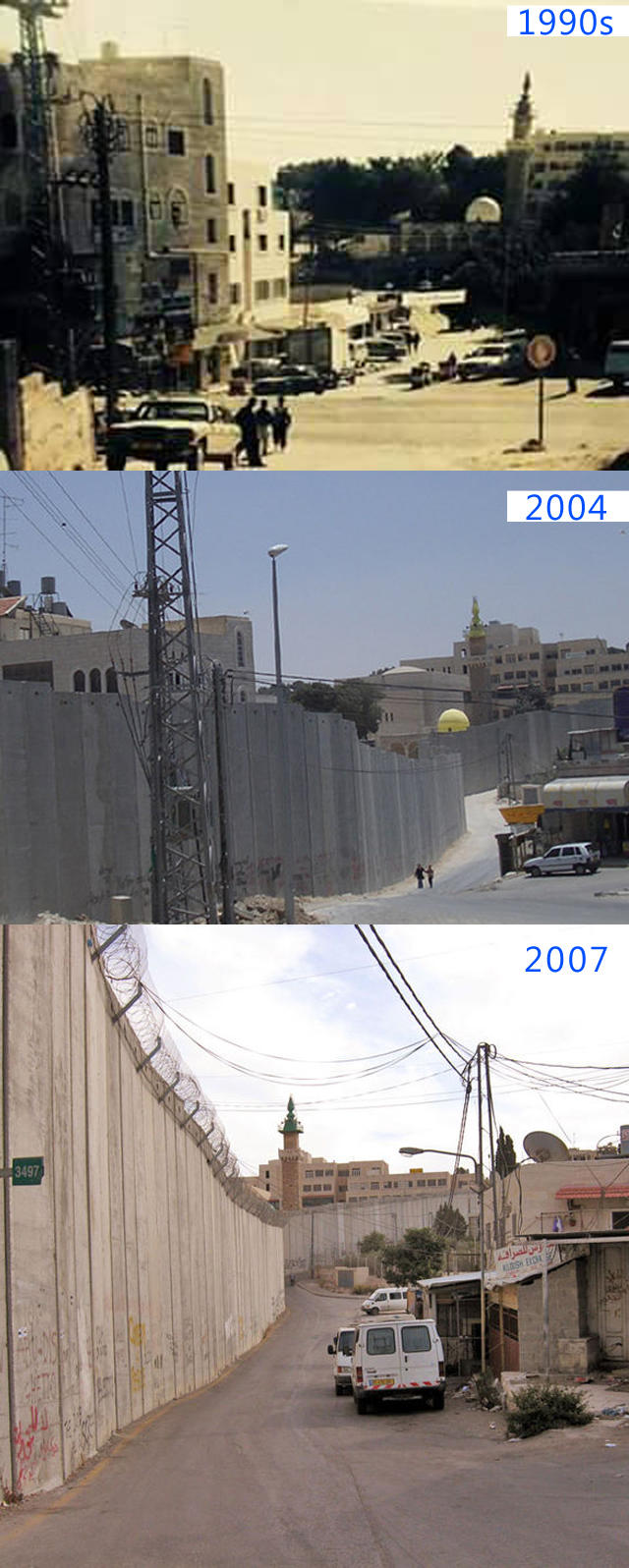
Израильский разделительный барьер в Абу-Дисе, в 1990-е годы (сверху) в 2004 году (в центре) и 2007 года. Это часть стены, построенная Израилем на Западном берегу. Эта часть в Абу-Диса, расположенная близко к восточной части Иерусалима, примерно 2 км от мечети Аль-Акса. Фото с израильской стороны стены, обращённой на юг. Местные жители по обе стороны барьера на данный момент является преимущественно палестинцами.

После окончания шестидневной войны 1967 года Абу-Дис оказался на территории, контролируемой Израилем. По переписи 1967 года население составляло 2,640.
После подписания временного соглашения по Западному берегу и сектору Газа (также известный как «Осло 2») в 1995 году, Абу-Дис стал часть территорий, на которой государство Израиль признает право Палестинской национальной администрации осуществлять управление процессами социального, культурного и экономического развития, но при условии контроля сил безопасности Израиля.
В Абу-Дисе находятся большинство учреждений Палестинской администрации по делам Иерусалима. В 2000 году в Абу-Дисе было начато строительство здания для Палестинского законодательного совета, но оно так и не было достроено

## Израильская разделительная стена

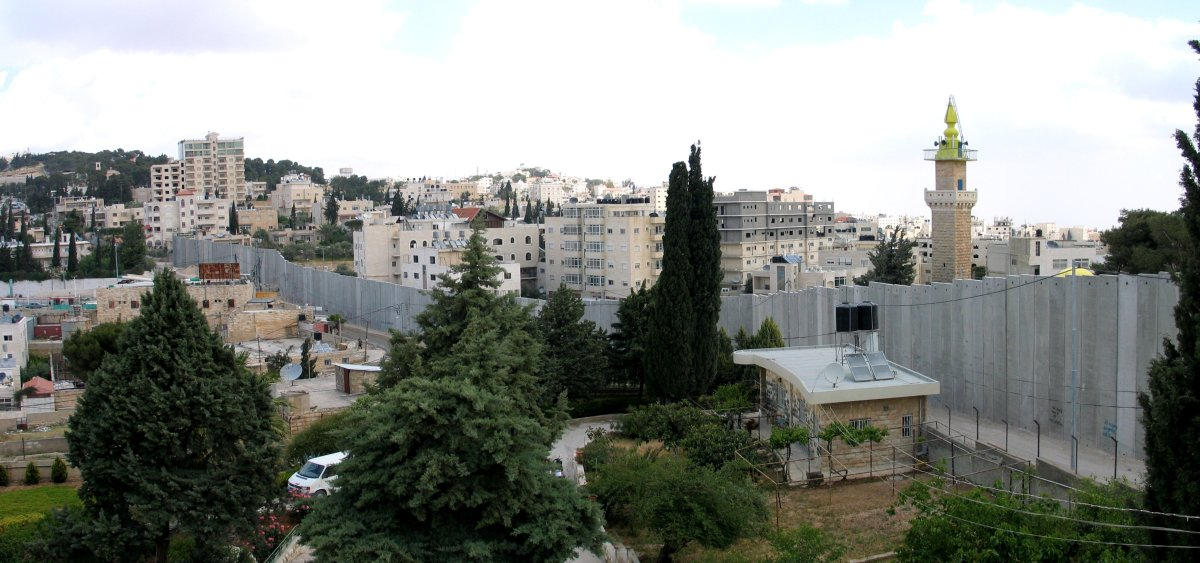
Израильская разделительная стена, которая отделяет Абу-Дис от Иерусалима

13 января 2004 года Израиль начал строительство разделительной стены. Участок стены между Абу Дисом и Иерусалимом (на восток от «зелёной линии») усложнил жителям Абу Диса доступ в Иерусалим. Стена также отделила более 6000 дунамов пахотных земель из общей площади 28,332 дунамов. Она сильно затрудняет палестинцам доступ к школам, больницам и местам работы.